# Okręg Clamecy
Okręg Clamecy (fr. Arrondissement de Clamecy) – okręg we wschodniej Francji. Populacja wynosi 26 400.

## Podział administracyjny
W skład okręgu wchodzą następujące kantony:
- Brinon-sur-Beuvron,
- Clamecy,
- Corbigny,
- Lormes,
- Tannay,
- Varzy.